# Список гидроэлектростанций Сербии

Список гидроэлектростанций Сербии
| Наименование      | Мощность, МВт | Среднегодовая выработка, млн. кВт·ч | Собственник | География                             |
| ----------------- | ------------- | ----------------------------------- | ----------- | ------------------------------------- |
| Джердап I         | 1086          | 5650                                | ЕПС         | р. Дунай, г. Оршов                    |
| Джердап II        | 41            | -                                   | ЕПС         | р. Дунай, г. Оршов                    |
| Байина-Башта ГЭС  | 420           | 1819                                | ЕПС         | р. Дрина, г. Байина-Башта             |
| Байина-Башта ГАЭС | 614           | 501                                 | ЕПС         | р. Дрина, г. Байина-Башта             |
| Зворник ГЭС       | 96            | 550                                 | ЕПС         | р. Дрина, г. Мали-Зворник             |
| Бистрица ГЭС      | 102           | ?                                   | ЕПС         | р. Лим, г. Приеполе                   |
| Потпеш ГЭС        | 51            | ?                                   | ЕПС         | р. Лим, г. Прибой                     |
| Увац ГЭС          | 36            | ?                                   | ЕПС         | р. Лим                                |
| Кокин Брод ГЭС    | 22            | ?                                   | ЕПС         | р. Лим                                |
| Пирот ГЭС         | 80            | 87                                  | ЕПС         | р. Височица                           |
| Врла-1            | 50            | ?                                   | ЕПС         | р. Власина                            |
| Врла-2            | 24            | 51                                  | ЕПС         | р. Власина                            |
| Врла-3            | 29,4          | 73                                  | ЕПС         | р. Власина                            |
| Врла-4            | 25,4          | 63                                  | ЕПС         | р. Власина                            |
| Овчар Банья ГЭС   | 5,5           | ?                                   | ЕПС         | р. Западная Морава                    |
| Меджувршье ГЭС    | 7             | ?                                   | ЕПС         | р. Западная Морава                    |
| Кожнар ГЭС        | 6,5           | ?                                   | ?           | р. Дечанска Бистрица Косово и Метохия |
| Сумма             | 2895,8        | >8794                               |             |                                       |